# Ньюфаундлендский доллар
Ньюфаундлендский доллар (англ. Newfoundland dollar) — денежная единица Ньюфаундленда с 1865 по 1949 год.

## История
До введения ньюфаундлендского доллара в обращении находились британские монеты, а также банкноты в фунтах казначейства Ньюфаундленда, Юнион банка Ньюфаундленда и Коммерческого банка Ньюфаундленда.
В 1865 году был начат выпуск ньюфаундлендских монет в долларах и центах. В том же году Коммерческий банк Ньюфаундленда начал выпуск банкнот с двойным обозначением номинала — в фунтах и долларах, с соотношением 1 фунт = 4 доллара. Выпуск банкнот с номиналом только в долларах начат в 1881 году тем же банком, в 1882 году — Юнион банком Ньюфаундленда, в 1901 году — департаментом общественных работ, в 1920 году — казначейством.
В 1949 году Ньюфаундленд вошёл в состав Канады, выпуск ньюфаундлендского доллара был прекращён, и его заменил канадский доллар.

## Банкноты
Выпускались банкноты:
- казначейства Ньюфаундленда — 1, 2 доллара;
- департамента общественных работ — 25, 40, 50, 80 центов, 1, 2, 5 долларов[3];
- Коммерческого банка Ньюфаундленда — 2, 5, 10, 20, 50 долларов;
- Юнион банка Ньюфаундленда — 2, 5, 10, 20, 50 долларов[4].

## Монеты
Чеканились монеты в 1, 5, 10 (все до 1947 г.), 20 (до 1912 г.), 25 (1917—1919), 50 центов (до 1919) и 2 доллара.
| Монарх     | Номинал   | Аверс/Реверс | Год чеканки                                                                              | Гравёр |
| ---------- | --------- | ------------ | ---------------------------------------------------------------------------------------- | --- |
| Виктория   | 1 cent    |              | 1865, 1872(H) 1873, 1876(H) 1880, 1885 1888, 1890 1894, 1896                             | Horace Morehen Архивная копия от 12 сентября 2017 на Wayback Machine (des) Thomas Minton (eng)                |
| Виктория   | 5 cents   |              | 1865, 1870 1872(H), 1873 1876(H), 1880-81 1882(H), 1885 1888, 1890 1894, 1896            | en:Leonard Charles Wyon                                                                                       |
| Виктория   | 10 cents  |              | 1865, 1870 1872(H), 1873 1876(H), 1880 1882(H), 1885 1888, 1890 1894, 1896               | en:Leonard Charles Wyon                                                                                       |
| Виктория   | 20 cents  |              | 1865, 1870 1872(H), 1873 1876(H), 1880-81 1882(H), 1885 1888, 1890 1894, 1896 1899, 1900 | en:Leonard Charles Wyon and Horace Morehen Архивная копия от 12 сентября 2017 на Wayback Machine              |
| Виктория   | 50 cents  |              | 1870, 1872(H) 1873-74, 1876(H) 1880-81, 1882(H) 1885, 1888 1894, 1896 1898-1900          | en:Leonard Charles Wyon                                                                                       |
| Виктория   | 2 dollars |              | 1865, 1870 1872, 1880-81 1882(H), 1885 1888                                              | en:Leonard Charles Wyon                                                                                       |
| Эдуард VII | 1 cent    |              | 1904(H) 1907 1909                                                                        | en:George William de Saulles (obv) Horace Morehen Архивная копия от 12 сентября 2017 на Wayback Machine (rev) |
| Эдуард VII | 5 cents   |              | 1903 1904(H) 1908                                                                        | en:George William de Saulles                                                                                  |
| Эдуард VII | 10 cents  |              | 1903 1904(H)                                                                             | en:George William de Saulles                                                                                  |
| Эдуард VII | 20 cents  |              | 1904(H)                                                                                  | en:George William de Saulles (obv) W.H.J. Blakemore(rev)                                                      |
| Эдуард VII | 50 cents  |              | 1904(H) 1907-09                                                                          | en:George William de Saulles (obv) W.H.J. Blakemore (rev)                                                     |
| Георг V    | 1 cent    |              | 1913 1917(C) 1919-20(C) 1929 1936                                                        | Edgar Bertram MacKennal (obv) Horace Morehen Архивная копия от 12 сентября 2017 на Wayback Machine (rev)      |
| Георг V    | 5 cents   |              | 1912 1917(C) 1919(C) 1929                                                                | Edgar Bertram MacKennal (obv) en:George William de Saulles (rev)                                              |
| Георг V    | 10 cents  |              | 1912 1917(C) 1919(C)                                                                     | Edgar Bertram MacKennal (obv) en:George William de Saulles (rev)                                              |
| Георг V    | 20 cents  |              | 1912                                                                                     | Edgar Bertram MacKennal (obv) W.H.J. Blakemore (rev)                                                          |
| Георг V    | 25 cents  |              | 1917(C) 1919(C)                                                                          | Edgar Bertram MacKennal (obv) W.H.J. Blakemore (rev)                                                          |
| Георг V    | 50 cents  |              | 1911 1917-19(C)                                                                          | Edgar Bertram MacKennal (obv) W.H.J. Blakemore (rev)                                                          |
| Георг VI   | 1 cent    |              | 1938, 1940 1941(C), 1942 1943-44(C) 1947(C)                                              | en:Percy Metcalfe (obv) Walter J. Newman (rev)                                                                |
| Георг VI   | 5 cents   |              | 1938, 1940-43(C) 1944-47(C)                                                              | en:Percy Metcalfe (obv) en:George William de Saulles (rev)                                                    |
| Георг VI   | 10 cents  |              | 1938, 1940 1941-44(C) 1945-47(C)                                                         | en:Percy Metcalfe (obv) en:George William de Saulles (rev)                                                    |

## Комментарии
1. ↑  The combination of Issue date and presence or absence of a mintmark confirms the place of issue. Canadian coins between 1858–1907 were struck in England either by the Royal Mint in London (no mintmark), or the Heaton Mint in Birmingham (mintmark letter H).[8] In 1908 the Royal Mint opened a branch in Ottawa and used the letter “C” as a mintmark.[9]
2. ↑  1873 5-cent Newfoundland coins were struck both with and without the "H" mintmark.
3. ↑  The 1871H coins are rare and have Canada's reverse design. All 1880's have the second 8 punched over a 7.
4. ↑  The 1880 two-dollar gold coin is rare with a total mintage of 2,500 pieces.[16]
5. ↑   In 1944 and 1945 the 5-cent and 10-cent coins (respectively) depicting George VI were slightly altered in content but not design.  The silver purity was reduced from 0.9259 to 0.8000 resulting in a silver weight change in both the 5-cent (0.0350oz to 0.0300oz)[29] and 10-cent (0.0701oz to 0.0600oz) coins.[27]
6. ↑  The 1946C 10-cent coin is rare with a total mintage of 2,041 pieces.[29]
7. ↑   In 1944 and 1945 the 5-cent and 10-cent coins (respectively) depicting George VI were slightly altered in content but not design.  The silver purity was reduced from 0.9259 to 0.8000 resulting in a silver weight change in both the 5-cent (0.0350oz to 0.0300oz)[29] and 10-cent (0.0701oz to 0.0600oz) coins.[27]